# 波止浜港

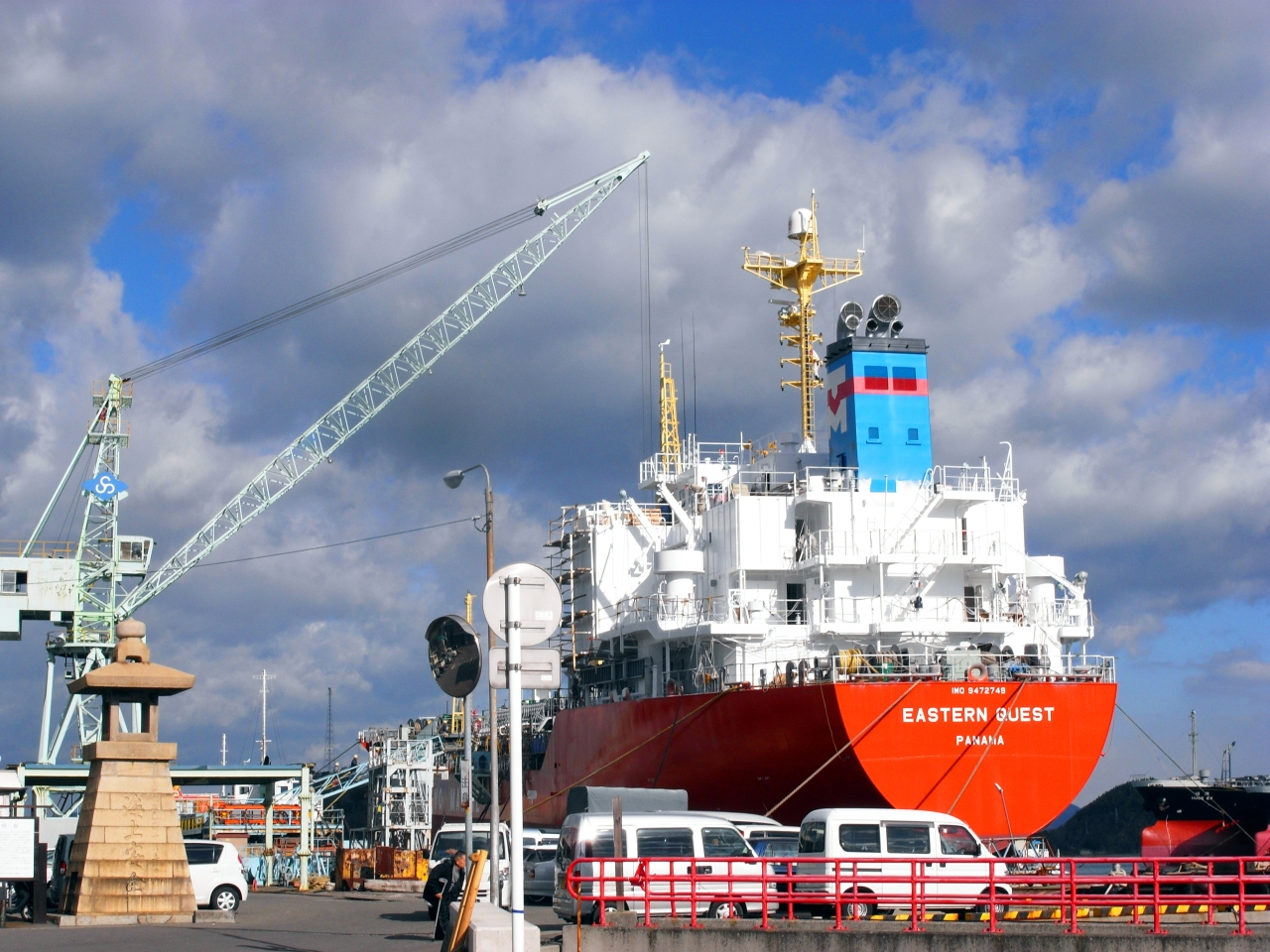
波止浜港

波止浜港（はしはまこう）は、愛媛県今治市の中北部に位置する港湾。港湾管理者は愛媛県。地方港湾に指定されている。
港口には来島・小島の2島を控え、古来、箱港と呼ばれている。燧灘・斎灘を航行する船舶が、来島海峡の急潮と風波を回避するため利用していたほか、漁港としても利用されてきた。また、湾奥は古くは塩田であり、塩の積出港として発展してきた歴史もある。
港湾は埋め立ての歴史でもある。港内には、今治造船、新来島どっく、浅川造船、檜垣造船等の造船所がひしめき、クレーンが林立し活況を呈している。西側は古くから港町で栄えてきた歴史を感じさせる建築物･構築物もみられ、来島・小島への定期船もこちらの桟橋から発着する。東側は西側に比べると新しく開けたエリアであり、造船所等の集積する工業港区である。

## 沿革

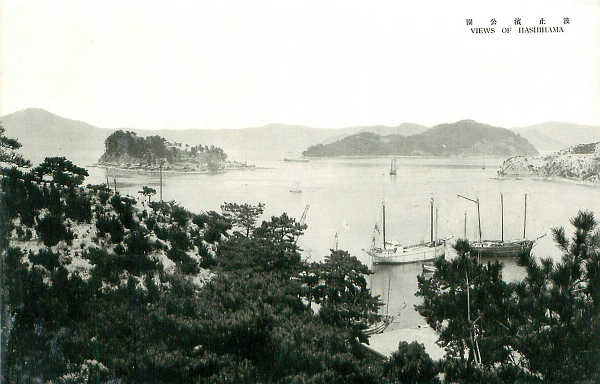
戦前の波止浜港

- 1951年（昭和26年）
港湾法に基づく地方港湾指定
統計法による乙種港湾となる。
- 1955年（昭和30年）
港湾法に基づく愛媛県管理地方港湾となる。
- 1956年（昭和31年）
公有水面埋立法に基づく乙号港湾となる。
- 1958年（昭和33年）
港湾法による海岸保全区域指定
- 1962年（昭和37年）
港則法による港域が今治港湾区域に編入
- 1964年（昭和39年）
港湾法による港湾近接区域指定
- 1965年（昭和40年）
都市計画法による臨港地域指定

## 概要
- 港への手前にある龍神社の脇に1830年に建てられた遍路石があり、延命寺（四国八十八ケ所54番札所）まで１里と書かれ、大三島の参拝後に四国側に渡って来た遍路のための道標である。
- 灯明台は、寛永2年（1849年）に御番所前に立てられたもので高さ約6mあり、海上安全を祈願したもので明治35年（1902年）に現在地に移された。
- その灯明台の後ろの建物が来島小島馬島への渡船の発券および待合室である。

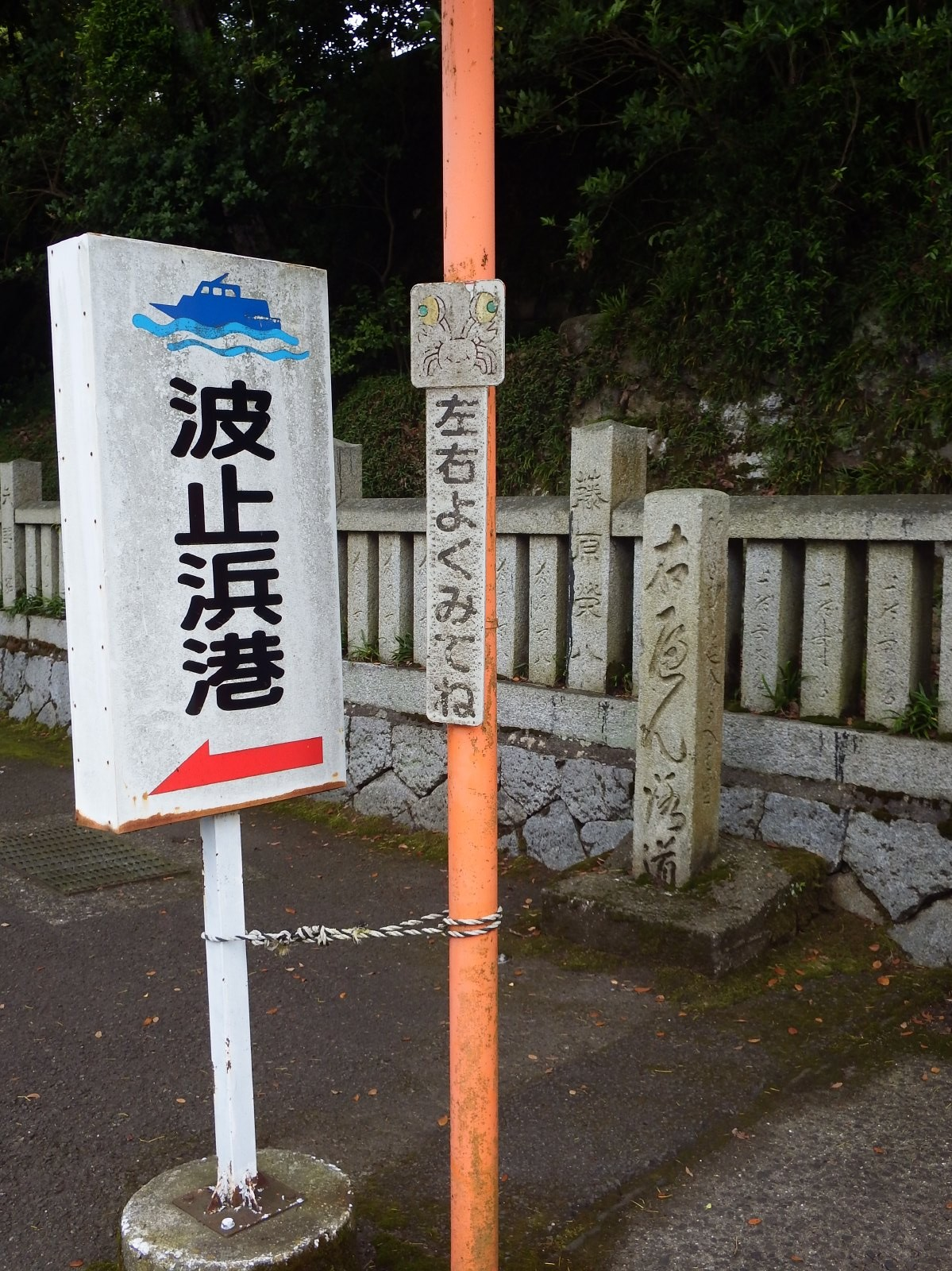
入口にある遍路石
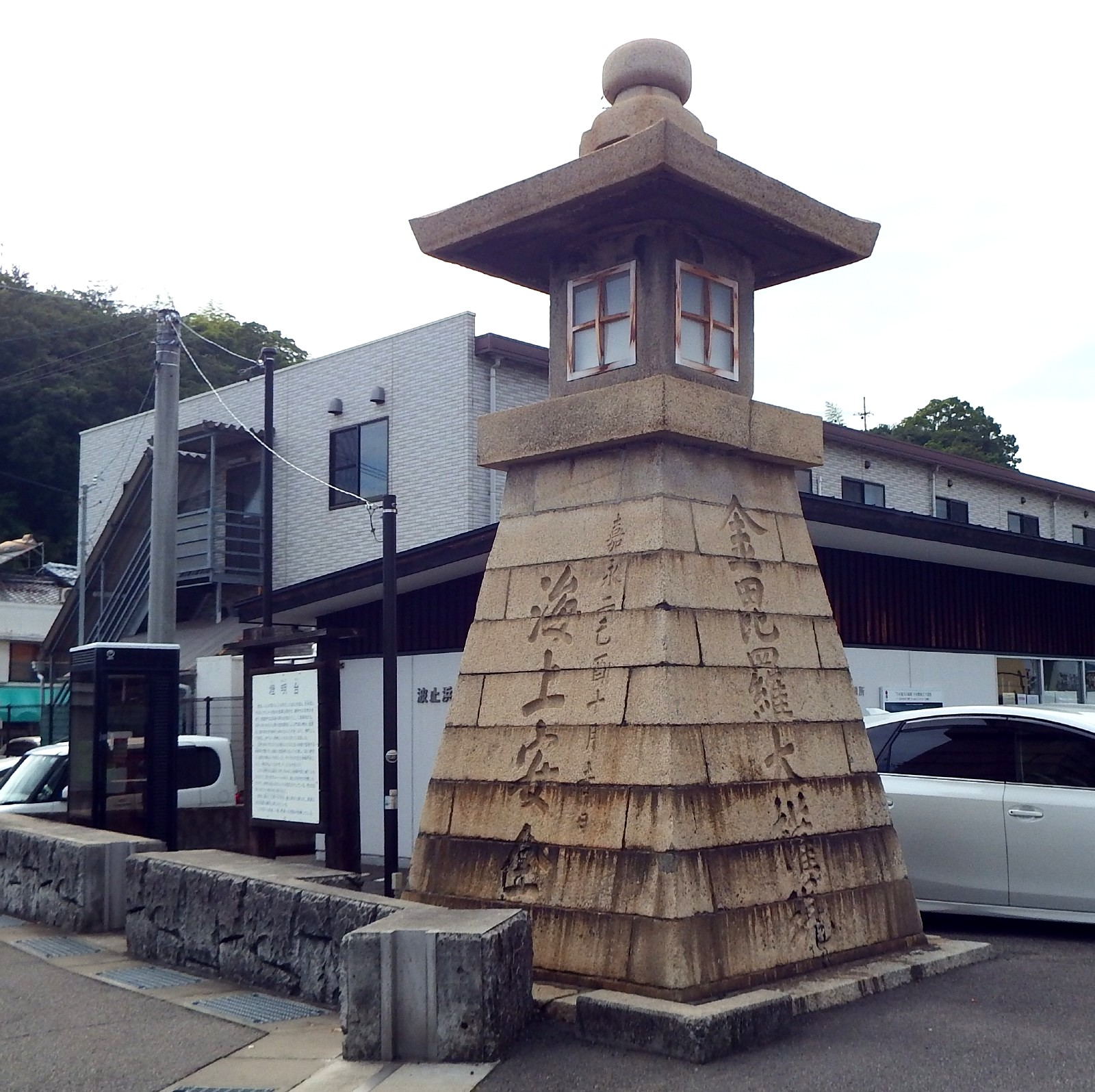
波止浜港の灯明台
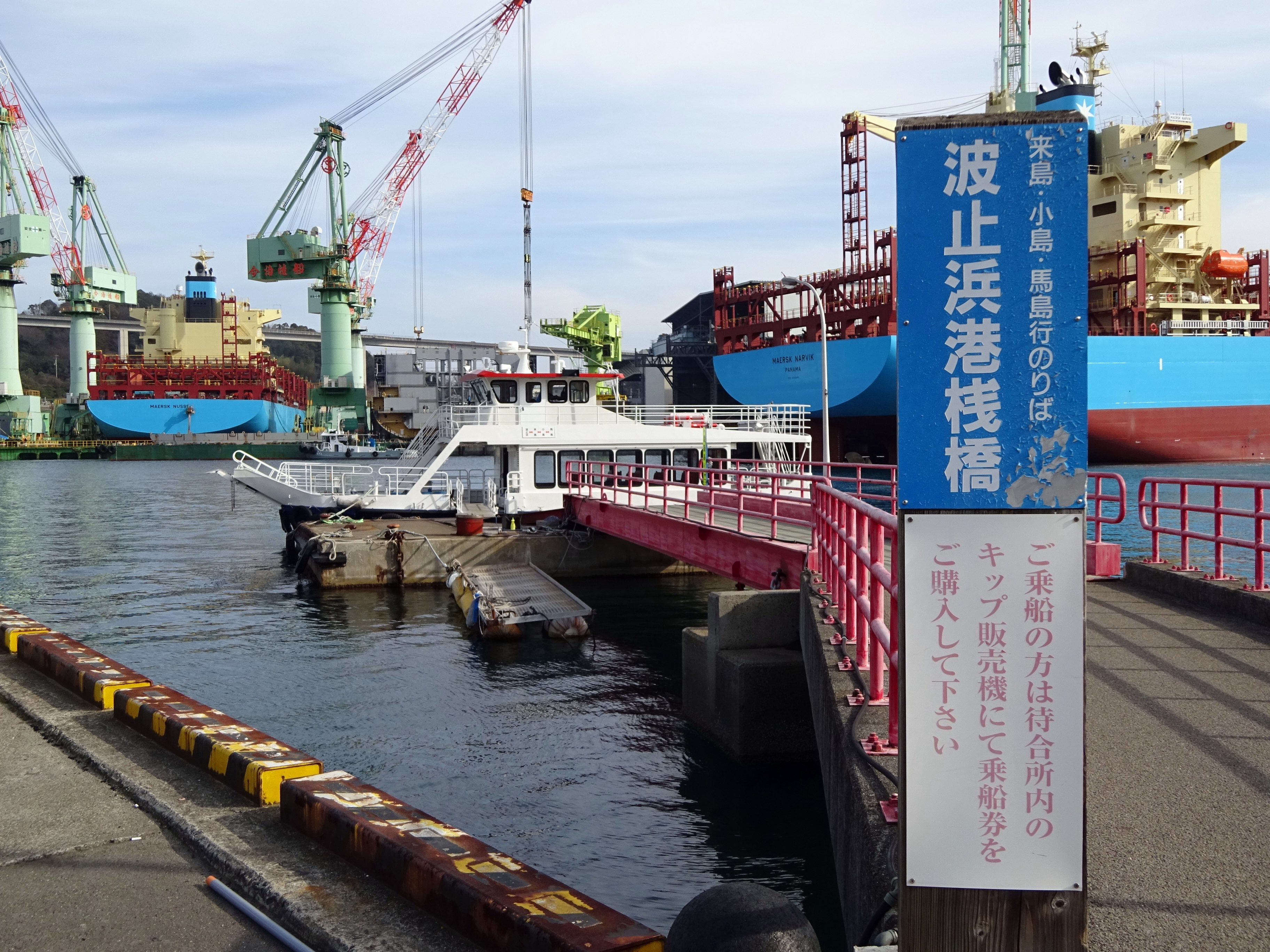
波止浜港桟橋
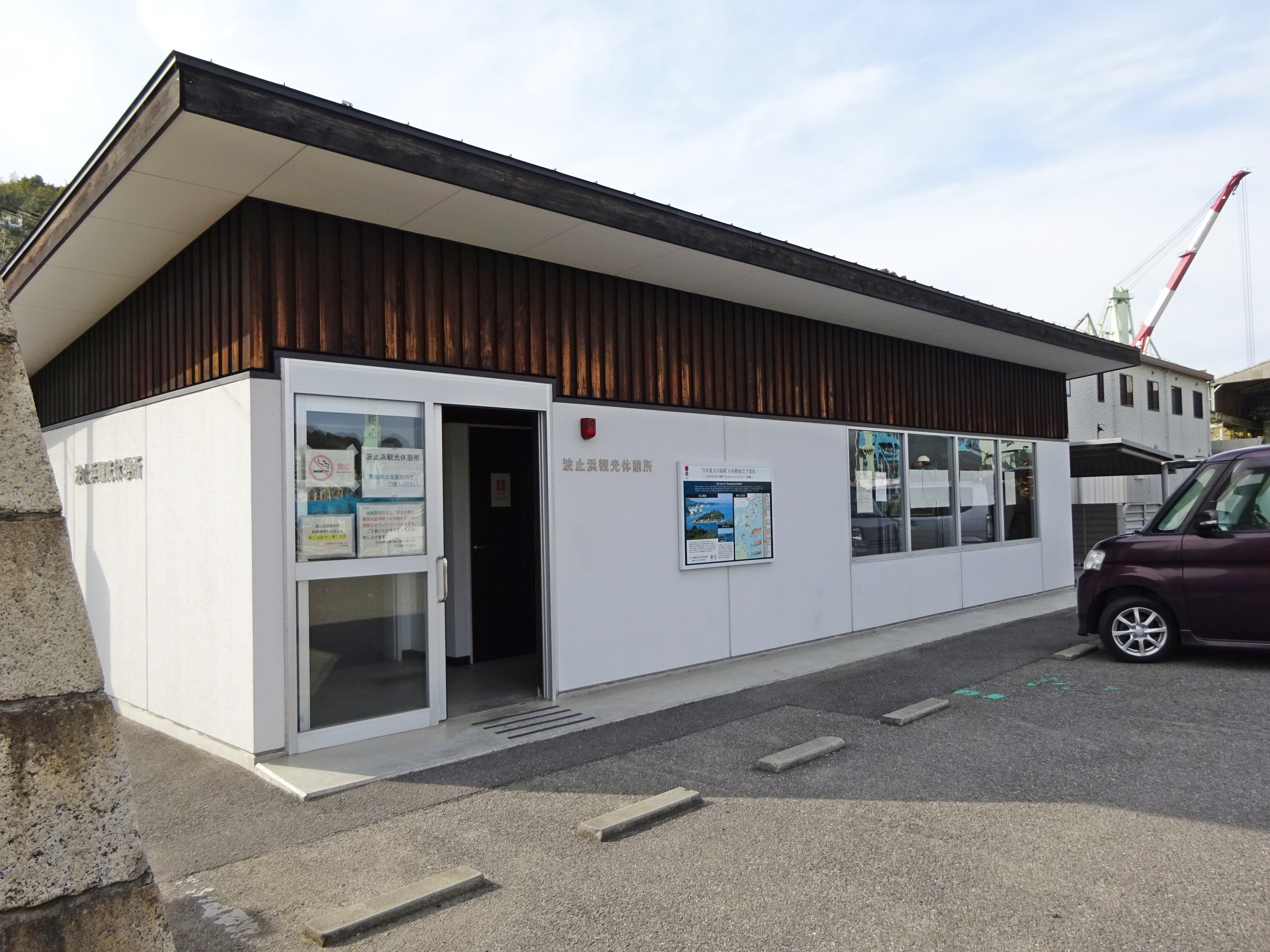
波止浜港待合所

## 航路
- 有限会社くるしま
波止浜 - 来島 - 小島 - 馬島

## 周辺
- 浅川造船 本社･工場
- 今治造船 本社･今治工場
- 新来島波止浜どっく 本社･工場
- 檜垣造船 本社･工場
- 矢野造船 本社･工場

## アクセス
- 瀬戸内運輸 - 今治桟橋・今治駅より渡し場経由波方港北ゆき「渡し場」下車。（来島・小島・馬島ゆき定期船乗り場）